# Inventario del Desarrollo Battelle
El Inventario del desarrollo de Battelle es un instrumento de evaluación de las habilidades en desarrollo y de diagnóstico de posibles deficiencias en distintas áreas dirigido a niños de hasta 8 años de edad cronológica.
Específicamente, trata de evaluar el desarrollo del niño sin deficiencias e identificar a los que presentan retraso o discapacidad en áreas del desarrollo. Proporciona información sobre los puntos fuertes y débiles en diversas áreas del desarrollo del niño, para facilitar la elaboración de programas de intervención individualizados.
Fue creado por J. Newborg, J. R. Stock y L. Wnek y está publicado por TEA ediciones (1998).

## Tiempo de aplicación
El tiempo de aplicación de esta prueba varía, pero oscila entre los 10-30 minutos para pruebas de screening y entre una hora u hora y media para realizarlo al completo.

## Procedimiento de recogida de información
El procedimiento para su aplicación se reduce a tres pasos:
-Examen estructurado, que suele llevar a cabo un logopeda, psicólogo, pedagogo, fisioterapeuta o terapeuta ocupacional.
-Observaciones (análisis observacional de la conducta que se lleva a cabo en el ambiente del niño objeto de prueba, esto es: casa, clase...).
-Información (obtenida de sujetos relacionados con el entorno del sujeto, tales como padres, tutores, profesores).

## Áreas de aplicación
Las áreas de progreso que evalúa este instrumento son cinco, a saber:
1. Personal/Social.
2. Conducta adaptativa.
3. Cognición.
4. Motriz.
5. Comunicación.

## Enlaces y bibliografía
- Dialnet:
- Descripción detallada de áreas:
- Breve descripción del Inventario: